# Leonor, Princesa das Astúrias
Leonor de Todos os Santos de Bourbon e Ortiz (em castelhano:  Leonor de Todos los Santos de Borbón y Ortiz; Madrid, 31 de outubro de 2005) é a Princesa das Astúrias e herdeira presuntiva ao trono espanhol, enquanto filha dos reis de Espanha, Filipe VI e Letícia. Tendo nascido no reinado de seu avô, o rei Juan Carlos I, foi formalmente proclamada como tal perante as Cortes Gerais em 31 de outubro de 2023, coincidindo com seu aniversário de 18 anos. É também presidente honorária da Fundação Princesa das Astúrias e da Fundação Princesa de Girona.
Herdeira da Coroa desde a proclamação de seu pai como rei no dia 19 de junho de 2014, Leonor recebeu o título de princesa das Astúrias, junto com os títulos de princesa de Girona e princesa de Viana, correspondentes aos herdeiros dos reinos de Castela, Aragão e Navarra, cuja união formou, no século XVI, a monarquia espanhola. Consequentemente ostenta os títulos de duquesa de Montblanc, condessa de Cervera e senhora de Balaguer.

## Nascimento
A princesa Leonor nasceu de parto cesariano em 31 de outubro de 2005 no Hospital Ruber International de Madrid. Ela e a mãe tiveram alta no dia 7 de novembro. Ela era então a sétima neta do então rei Juan Carlos e 2ª na linha sucessória, porém perderia seu lugar se tivesse um irmão varão, mesmo mais novo.
Leonor tem uma irmã mais nova, a infanta Sofia da Espanha, nascida em 29 de abril de 2007.

### Batismo e crisma
Foi batizada em 14 de janeiro de 2006 com água do Rio Jordão nos jardins do Palácio da Zarzuela em Madrid. Foram seus padrinhos seus avôs paternos, o rei Juan Carlos e a rainha Sofia.
Leonor foi crismada em 28 de maio de 2021 na Igreja Nuestra Señora de la Asunción, no bairro de Aravaca, em Madrid, tendo seu pai sido seu padrinho de Crisma.

## Educação
A princesa Leonor ingressou no Infantário da Guarda Real no Palácio de El Pardo em 7 de setembro de 2008.  Em 15 de setembro de 2008, começou a sua educação infantil na instituição particular Colégio Santa María de los Rosales, em Madrid. Além das aulas normais, Leonor estudou mandarim.
Em agosto de 2021 ingressou, em sistema de internato, no UWC Atlantic College do País de Gales. Ela terminou o Ensino Secundário - Bacharelato Internacional - neste colégio em maio de 2023.
Ela fala espanhol, catalão, inglês e árabe.

### Ensino superior
Em 14 de março de 2023, a Casa Real anunciou que Leonor iniciaria sua formação militar e também sua educação superior. "Sa formação militar (...) e sua formação universitária convergem para a obtenção de um diploma e, se for o caso, de uma pós-graduação", diz o comunicado.

## Funções oficiais

### Herdeira do trono e Princesa das Astúrias

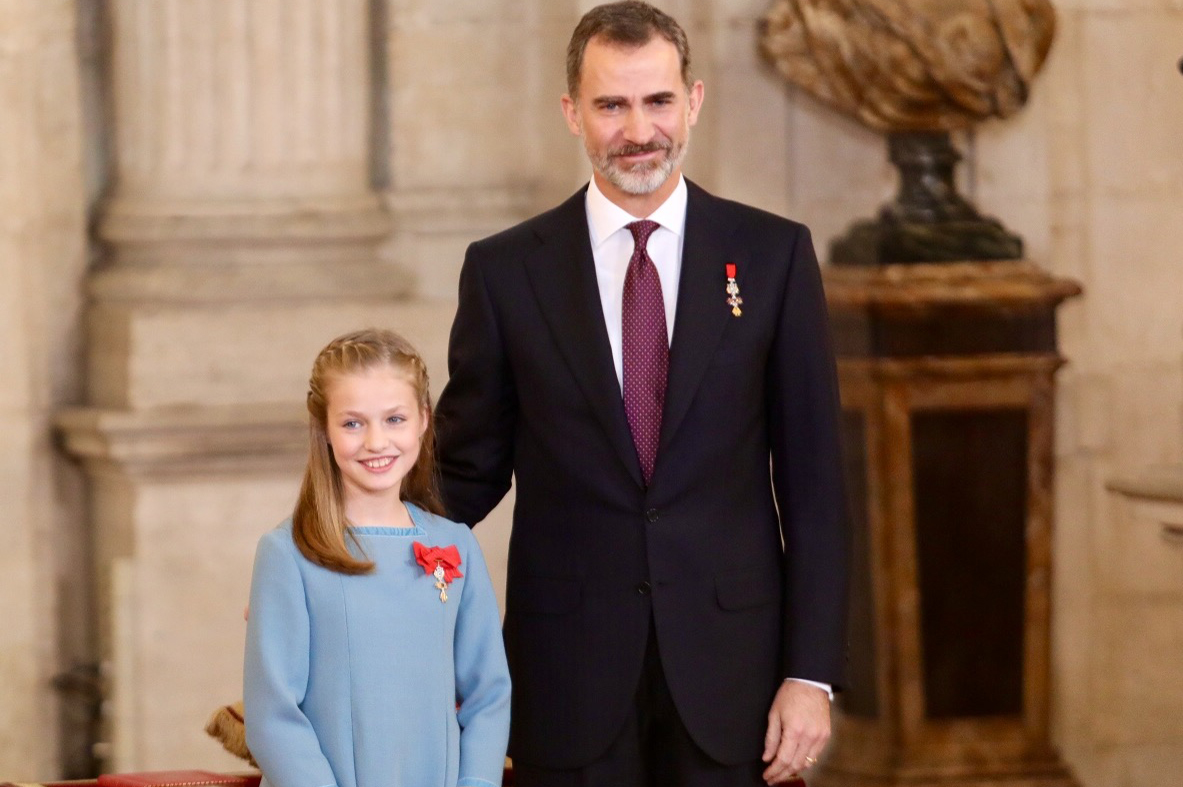
A princesa, junto ao seu pai Rei Felipe VI, durante a cerimónia de imposição da Ordem do Tosão de Ouro, em 2014.

Com a ascensão do pai e sem um irmão varão, Leonor assumiu os títulos de 36ª Princesa das Astúrias, Princesa de Girona, Princesa de Viana, Duquesa de Montblanc, Condessa de Cervera e Senhora de Balaguer.

### Eventos oficiais
Em 2014 ela e a irmã participaram nos eventos de entronização do seu pai, o rei Filipe VI de Espanha.
Em 12 de outubro de 2014, já na condição de Princesa das Astúrias, Leonor participou pela primeira vez das comemorações do Dia Nacional da Espanha. Também em outubro, a figura da princesa foi apresentada no Museu de Cera de Madrid.
Em  30 de outubro de 2015, um dia antes de completar 10 anos de idade, a Casa Real anunciou no Boletim Estatal que o rei havia concedido a ela, após ouvir o Conselho de Ministros, a Insígnia da Ordem do Tosão de Ouro, a mais alta honraria oferecida pela Casa Real espanhola. O colar lhe foi entregue,  no entanto, apenas em janeiro de 2018.
Em 31 de outubro de 2018, no dia em que comemorava seu 13º aniversário, Leonor atendeu a seu primeiro ato público sozinha. Ela leu uma parte da Constituição espanhola de 1978 em um evento que celebrava a comemoração do documento no Instituto Cervantes, em Madrid.
Em 18 de outubro de 2019, Leonor fez o seu primeiro discurso significativo durante o Prémio Princesa de Asturias e dias depois, em  4 de novembro, fez o seu primeiro discurso nos Prêmios da Fundación Princesa de Girona, em Barcelona.
Leonor tem sido assídua em eventos públicos sempre que sua agenda de estudante permite e entre 1º de janeiro de 2020 e 20 de maio de 2023, conforme a agenda divulgada pela Casa Real, atendeu a 29 compromisso, que vão desde partidas de futebol a cerimônias religiosas.
Em julho de 2024, Leonor fez a sua primeira visita oficial enquanto princesa herdeira ao trono de Espanha. Tal como já havia acontecido com o seu pai em 1971, a primeira visita oficial da Princesa das Astúrias foi a Portugal, onde foi recebida pelo Presidente da República e pelo Chefe de Governo, passando também pela Assembleia da República. 

## Carreira militar

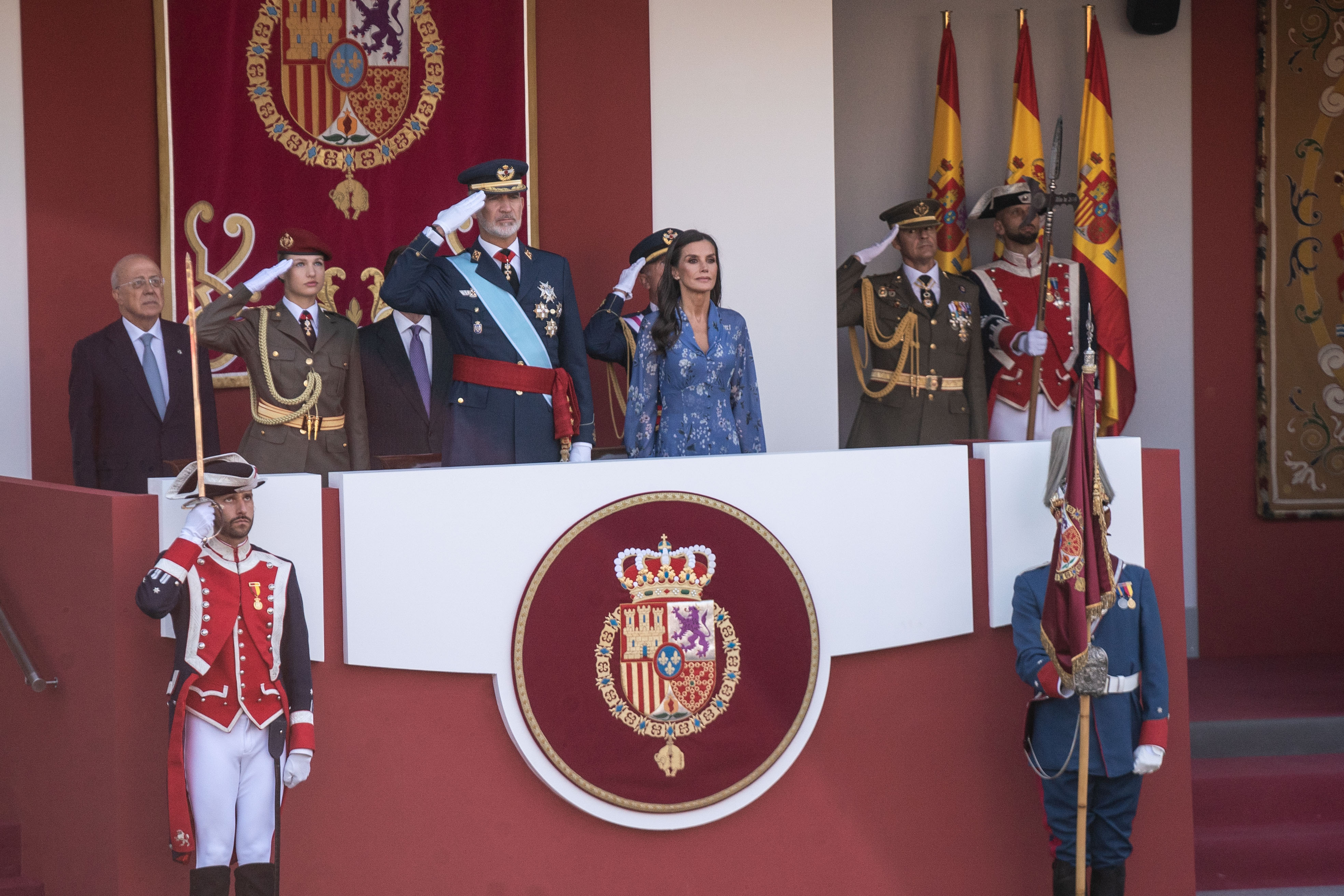
A Princesa Leonor acompanha seus pais, o Rei Filipe VI e a Rainha Letícia, durante celebrações da Festa Nacional Espanhola de 2023

Em 14 de março de 2023, a Casa Real anunciou que Leonor iniciaria sua formação militar, conforme a Lei 39/2007, que reza que ela seguiria "um regime próprio e diferenciado tendo em conta as exigências de sua alta representação e seu status de Herdeira da Coroa da Espanha". "A Princesa Leonor conhece as exigências e os sacrifícios que a vida militar implica e sabe bem a honra de formar e servir", dizia o anúncio assinado por seus pais.
Conforme o comunicado, o período de formação teria início em agosto de 2023, com Leonor ingressando no Exército na Academia Geral Militar de Saragoça; o ano letivo de 2024-2025 decorrerá na Armada Espanhola e seu treinamento se dará na Escola Militar Naval de Marín; seu último ano, de 2025-2026, será no Exército do Ar e do Espaço, sendo sua preparação na Academia General del Aire em San Javier.

## Títulos, estilos e honrarias

### Títulos
- 31 de outubro de 2005 – 18 de junho de 2014: Sua Alteza Real, a Infanta Dona Leonor de Bourbon
- 19 de junho de 2014 - presente: Sua Alteza Real, a Princesa das Astúrias.[2]

### Honras e condecorações
- Cavaleiro da Ordem do Tosão de Ouro (2015)[25][26]
- Colar da Real e Distinta Ordem de Carlos III (2023)[27][28]
- Grau de Grã-Cruz da Ordem Militar de Cristo de Portugal (2024)[29]

O colar lhe foi imposto oficialmente em 30 de janeiro de 2018, no dia em que seu pai comemorou 50 anos de idade, numa cerimônia especial no Palácio Real de Madrid da qual participaram sua mãe, sua irmã, seus avós paternos e maternos, sua tia Infanta Elena e o primeiro-ministro, além de outras autoridades.

### Escudo
Após se tornar Princesa de Astúrias, o Conselho de Ministros da Espanha aprovou no Decreto 979/2015 oficialmente o projeto de seu brasão e heráldica pessoal.
Seu Escudo de Armas tem uma série de elementos simbólicos, entre eles um castelo de ouro que representa Castela, um leão coroado de ouro que representa Girona, uma romã partida que representa Granada e um um escudo azul com três flores-de-lis de ouro que é Bourbon-Anjou. A coroa no alto do escudo é a coroa do Príncipe (Princesa) das Astúrias.